# Havskatt
Havskatt (Anarhichas lupus), ibland kallad kattfisk, är en fisk med karakteristiskt utseende som finns i norra Atlanten och Nordsjön. Havskatten fångas som matfisk och kallas då ofta kotlettfisk. Den äter främst kräft- och blötdjur. 

## Systematik
Havskatten beskrevs vetenskapligt 1758 i den 10 upplagan av Carl von Linnés Systema Naturae, med typlokal "norra engelska havet". Han placerade arten i det egna släktet Anarhichas varför kattfisken idag är detta släktes typart.
Havskatten tillhör en familjen med två släkten och tillsammans fem arter, där även blå havskatt och fläckig havskatt förekommer i norra Atlanten. Arternas släktskap skildras i följande kladogram:
|  | blå havskatt        |
|  |                     |
|  | havskatt            |
|  |                     |
|  | fläckig havskatt    |
|  |                     |
|  | stillahavs-havskatt |
|  |                     |

|  | Anarrhichthys ocellatus |
|  |                         |

|  | blå havskatt        |
|  |                     |
|  | havskatt            |
|  |                     |
|  | fläckig havskatt    |
|  |                     |
|  | stillahavs-havskatt |
|  |                     |

|  | Anarrhichthys ocellatus |
|  |                         |

## Utseende
Havskatten har avlång kropp och stort huvud. Kroppen är grå- till brunaktig med flera mörkar tvärband. Den långa ryggfenan sträcker sig över hela ryggen och är också bandad. Fisken kan bli upp till 130 centimeter lång, och väga upp till 22 kilogram. Käkarna, som är försedda med kraftiga tuggmuskler, har en karakteristisk tandbeväpning med långa, spetsiga tänder längst fram, och knölformiga tänder längre bak på gombenen, plogbenet och underkäkens bakre del, som används för att krossa födan.

## Utbredning
Fisken lever huvudsakligen i norra Atlanten och Nordsjön från Nova Scotia, Grönland och Spetsbergen till Vita havet i öster och norra Frankrike i söder. Havskattens utbredningsområde sträcker sig ungefär mellan 79° och 37° nordlig bredd och från 75° västlig till 56° östlig längd. Havets vanliga temperatur i områden där havskatten lever ligger mellan -1 och 14 °C.
I Skandinavien är den allmän vid norska kusten. Den är även allmän i Skagerack och Kattegatt samt går ned i Öresund och är mera sällsynt i sydvästra Östersjön. I undantagsfall kan den gå så långt österut i Östersjön som till Finska viken.

## Ekologi

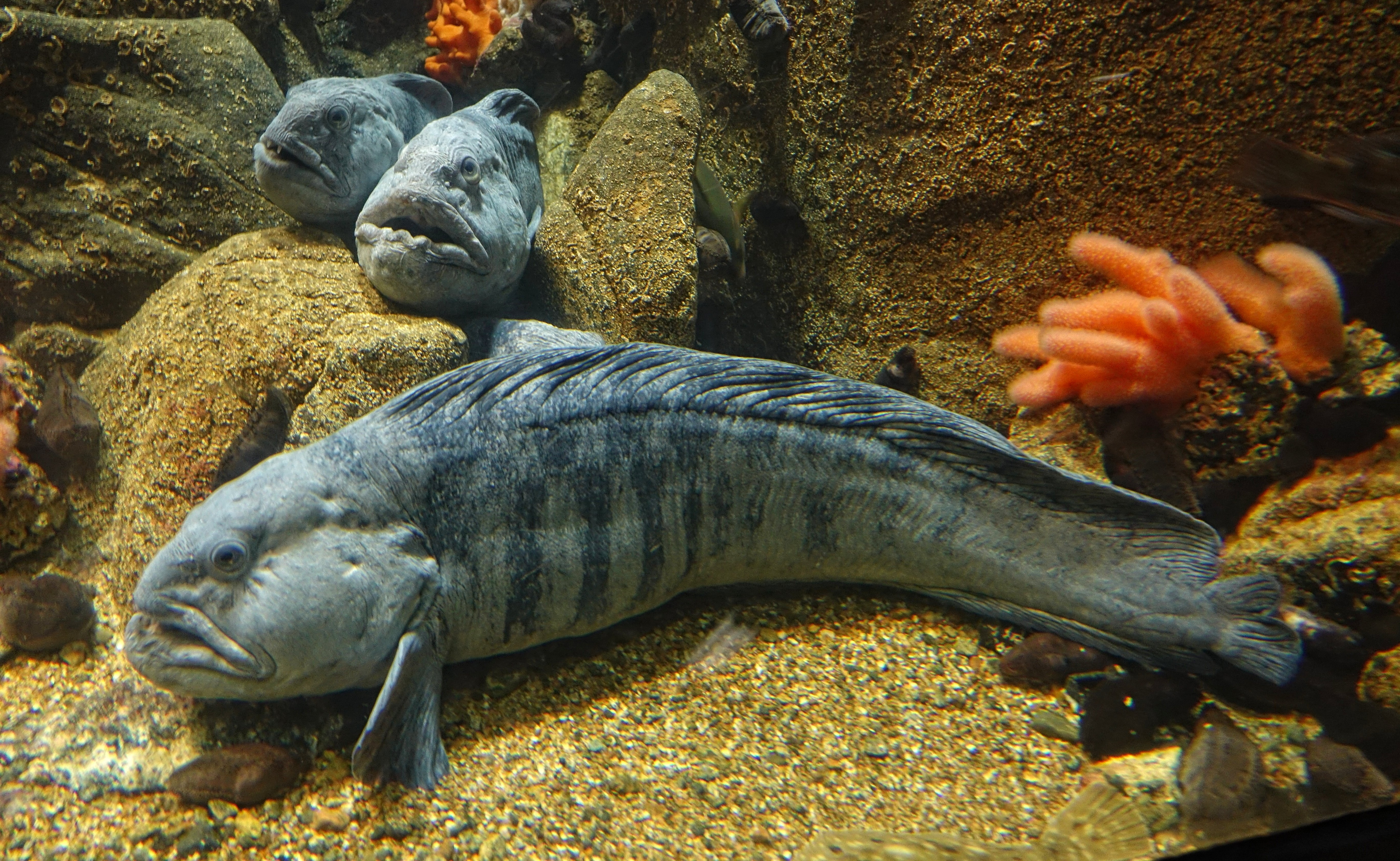
Havskatter i ett saltvattensakvarium.

### Habitat
Havskatten är en ensamlevande, ofta stationär bottenfisk, som lever i den bentiska zonen och föredrar hårda, steniga eller klippiga bottnar på 20-500 meters djup. Ofta föredrar de trånga skrymslen eller mindre grottor. De uppträder helst i kallt vatten i temperaturer på −1 till 11 °C. De kan leva nära fryspunkten eftersom de har ett specifikt antifrysprotein i blodet.

### Föda
Havskatten lever främst på musslor, snäckor, sjöborrar och kräftdjur. När de fångar musslor använder de sina långa framtänder för att slita loss födan från underlaget. De äter inte andra fiskar, vilket var en vanlig missuppfattning förr i tiden. Ofta äter de ganska stora snäckor av släktet Buccinum, hjärtmusslor av släktena Polynices, Chrysodomus och Sipho, musslor i släktet Mactra, större eremitkrabbor och sjöstjärnor. De är en viktig predator för andra bottenlevande djur då de håller efter populationer av exempelvis sjöstjärnor och strandkrabba.

### Fortplantning
Havskatten leker under vintern. Deras fortplantningsystem skiljer sig från många andra fiskars. Istället för att honan lägger sina ägg i öppet hav där hanfiskarna kan befrukta dem för att sedan lämna honan och äggen, så har kattfisken inre befruktning. Honan kan lägga upp till 20 000 ägg med en diameter på 5 till 6 millimeter i klumpar på bottnen. Äggen vaktas av hanen i en till två månader tills de kläcks. Hanen kan sedan stanna i upp till ytterligare två månader tills ynglen är självständiga. Ynglen är pelagiska i några månader, tills näringen i den stora gulesäcken tar slut.

## Havskatten och människan

### Kommersiell användning
Havskatten är en populär matfisk.

### Status och hot
På grund av industriellt fiske minskar beståndet i nästan alla delar av utbredningsområdet med undantag av Barents hav. Påfallande sällsynt har den blivit i nordvästra Atlanten och i Östersjön. Klimatförändringar kan medföra att sydliga populationer vandrar norrut. IUCN kan inte bedöma populationens utveckling över hela utbredningsområdet och listar det europeiska beståndet med kunskapsbrist (DD).
Det svenska beståndet av havskatt togs 2010 upp på Artdatabankens rödlista som starkt hotad.

### Namn
Havskattens vetenskapliga namn är bildat av grekiska Anarrhichesis – "klättra" och Lupus, som betyder varg på latin. Det senare syftar på fiskens breda mun och kraftiga tänder, som ger den ett rovdjurlikt utseende. Det svenska trivialnamnet "havskatt" är känt sedan 1730 ifrån handskriften Ro under oro av Harald Ullenius. Namnet har kopplingar till "Kattegatt" som i sin tur är holländska och ungefär betyder "katthålet".
Havskatt kallas ibland kattfisk på svenska, vilket leder till felöversättningar av engelskans catfish som avser fiskar som tillhör malarna (havskatt heter wolffish, "vargfisk", på engelska).
Som matfisk kallas den idag ofta kotlettfisk, när den säljs flådd och utan huvud.

#### Dialektala namn
Havskatten har en mängd dialektala och föråldrade namn. Bland annat badäng, vilket är ett noaord för havskatt, belagt 1925 i Bohuslän. Andra namn är hakussa (hàkùsa) eller havskuse, från södra Bohuslän till Mollösund. Detta namn uttalas Ibland hàv§ÿsa i Göteborgs skärgård vilket kan jämföras med havskyssa, belagt på Rörö eller bara kyss på Donsö. De två senare är också noaord, eftersom det ansågs bringa otur att säga havskattens riktiga namn. Allmänt i Bohuslän kallas den bara havkatt (ofta uttalat hàkàt_), eller ibland havkatta, hakatta (Gåsö) eller håkatt (Norra Öresund). Även synonymen kattfisk förekommer, vilket är ett ungt översättningslån från engelskans "catfish". Andra namn är kopplade till vargen som hafsulv (Öresund), hafsvarg (Bohuslän), hafvvarg (Västkusten), havulv (från Skåne till Västkusten), sjövarg, sjöulv eller vargfisk (sydvästra Sverige). Och ytterligare en grupp trivialnamn är, precis som dess vetenskapliga familjenamn kopplat till dess habitat – det vill säga klippbottnar – som klippfisk, klipplax, klätterfisk och klättrare (Sydvästra Sverige). Andra dialektala och föråldrade namn är havdjävul (Västra Skåne), jamare (Göteborg), katt (Västkusten), stackkusa (Bohuslän) och tigerkatt (Smögen).